# Oraș-stat

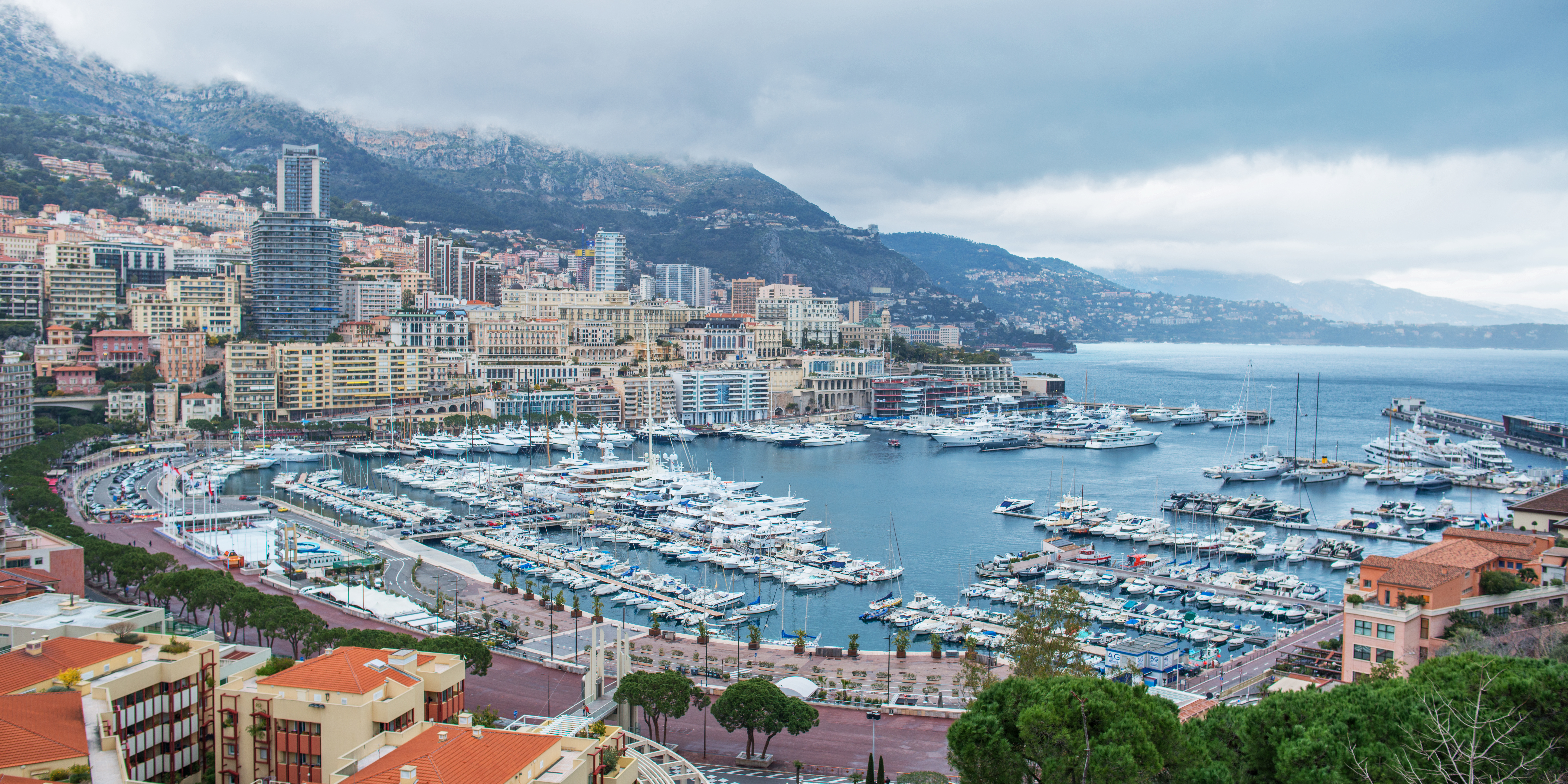
Monaco

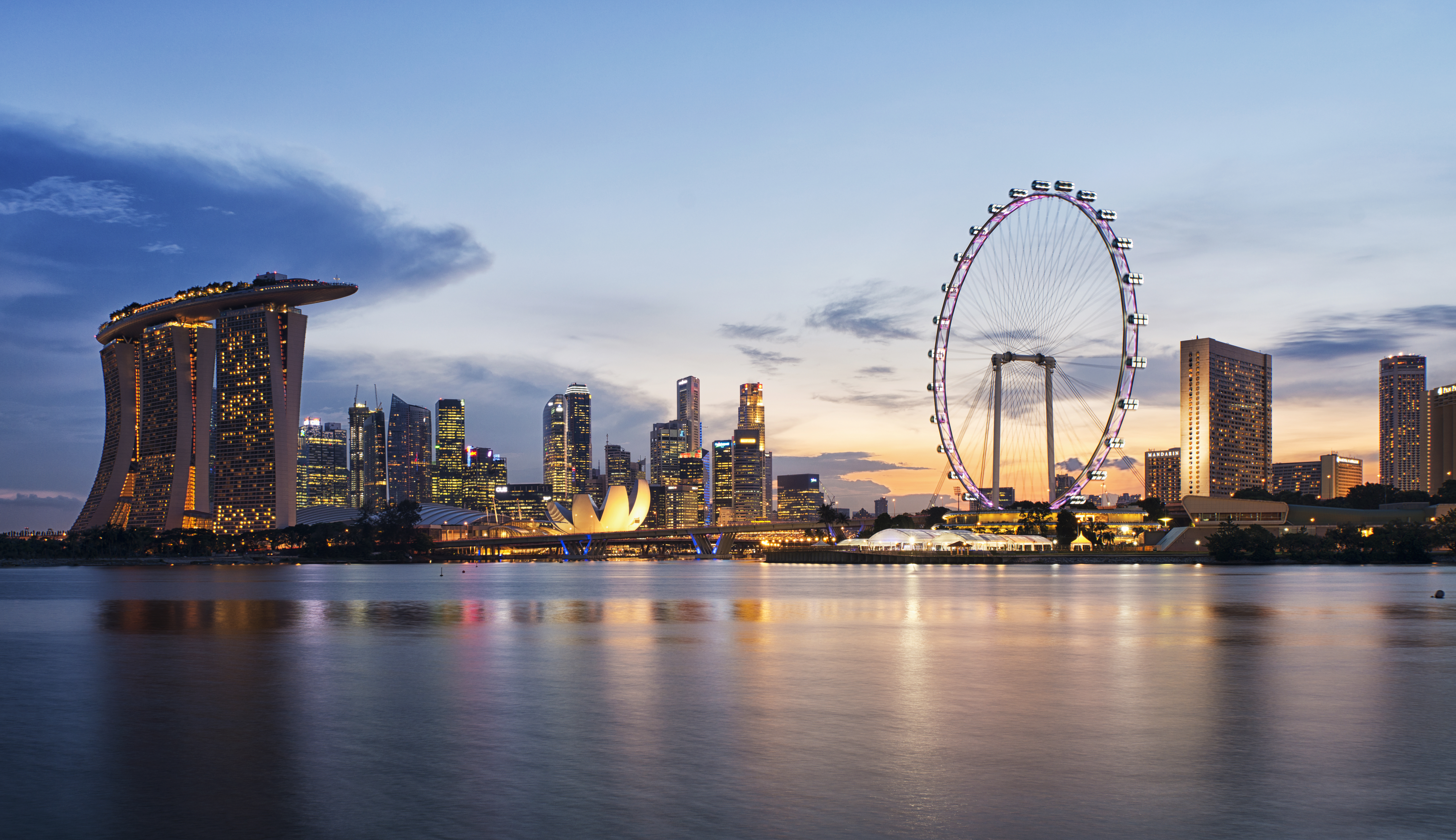
Singapore

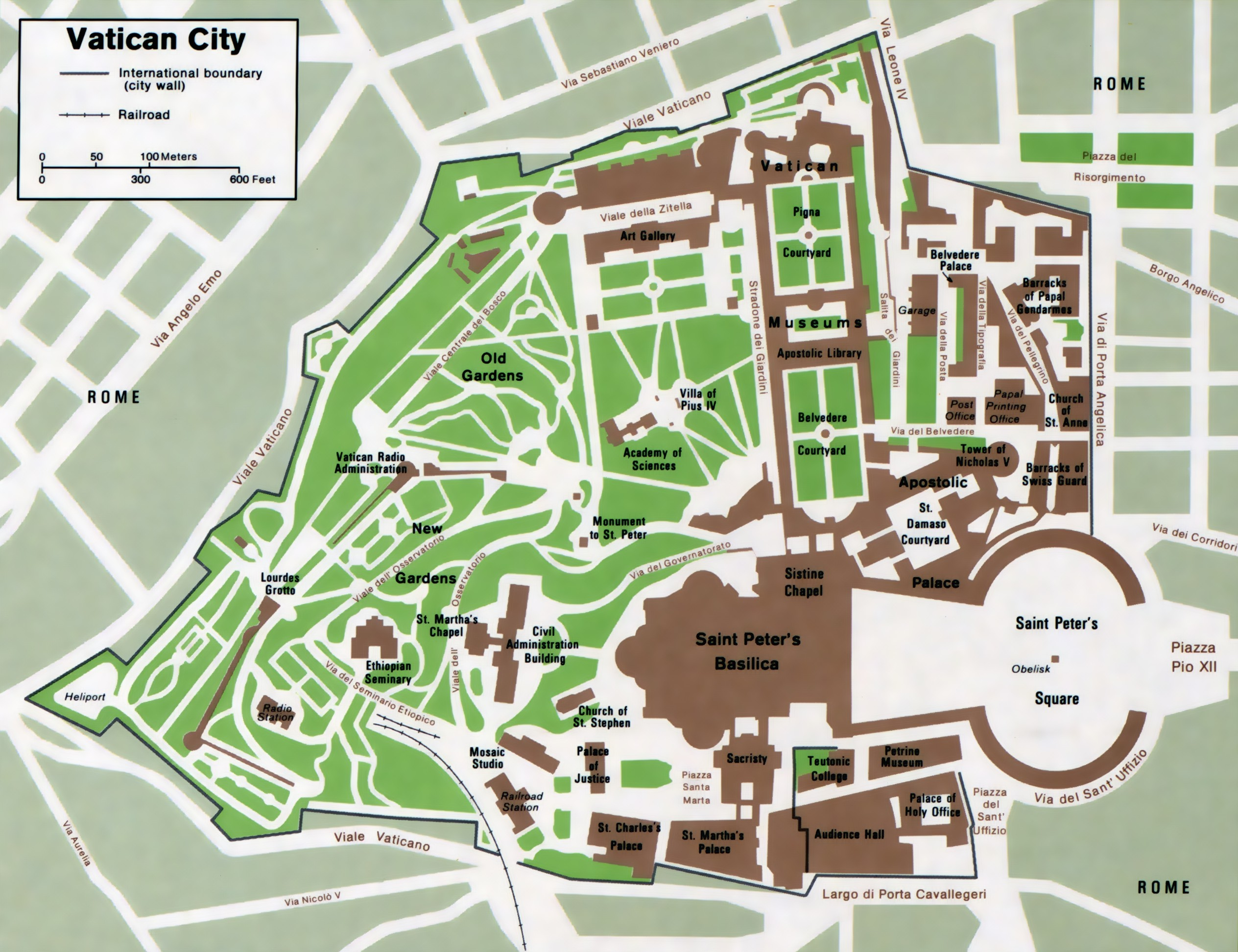
Vatican, cea mai mică țară din lume

Un oraș-stat este un stat format din teritoriul unui oraș. Orașele-stat au apărut încă din antichitate. De-a lungul timpului caracteristicile orașelor-stat au suferit schimbări în funcție de perioada istorică și de mulți alți factori.
Orașele-stat contemporane dispun, ca orice stat, de autorități politico-administrative proprii, cum sunt: președinte, guvern, legislație, poliție etc. 
Exemple de orașe-stat (unele actuale, altele demult depășite):
- Clasice moderne:
  - în Europa de Vest: Monaco
  - înconjurat complet de Italia: Vatican
  - în sud-estul Asiei: Singapore
- Non-suverane:
  - în sud-estul Chinei: Hong Kong și Macau
  - pe teritoriul Poloniei: Danzig (astăzi municipiul Gdańsk)
  - pe teritoriul Germaniei există 3 orașe-stat: Berlin (land federal și totodată oraș), Hamburg (land federal și totodată oraș) și Brema - caz special: landul federal Brema e compus din orașele Brema și Bremerhaven
  - parte a Emiratelor Arabe Unite: Dubai și Abu Dhabi
  - pe teritoriul Croației (în evul mediu): Raguza (astăzi orașul Dubrovnik)
  - pe teritoriul Greciei (în antichitate): Sparta, Atena, Rodos, Corint, Messini
  - pe teritoriul Turciei (în antichitate): Troia,
- Antice:
  - Babilon
  - Akkad
  - Tir
  - Lagaș

Diverse orașe-stat din antichitate aveau încă din mileniul al IV-lea î.Hr. un rege, care era în același timp și comandantul armatei, judecător suprem și preot. Unele dintre aceste orașe-stat au devenit mai târziu imperii.